# Schira (Ort)
Schira (russisch Шира) ist eine Siedlung (possjolok) im südsibirischen Chakassien (Russland) mit 9448 Einwohnern (Stand 14. Oktober 2010). Sie ist Verwaltungssitz des gleichnamigen Rajons und wurde 1914 ursprünglich als Station der Eisenbahnstrecke Atschinsk – Abakan gegründet. Von 1957 bis 2009 hatte Schira den Status einer Siedlung städtischen Typs.
In der Nähe von Schira liegen die größten Seen Chakassiens, der Beljosee und der Schirasee.
Bevölkerungsentwicklung
| Jahr | Einwohner |
| ---- | --------- |
| 1939 | 4.717     |
| 1959 | 10.889    |
| 1970 | 10.100    |
| 1979 | 10.211    |
| 1989 | 10.701    |
| 2002 | 9.496     |
| 2010 | 9.448     |

Anmerkung: Volkszählungsdaten